# Pico Montgomery
O Pico Montgomery (em inglês:  Montgomery Peak) é uma montanha da Califórnia, com altitude de 4097 m e muito perto da fronteira com o estado do Nevada (Estados Unidos) e da mais alta montanha do Nevada, o Pico Boundary.